# 遼寧語
遼寧語（りょうねいご）は、中国の遼寧省およびそこを出自とする人々により使用される言語である。

## 発音
遼寧語は単母音が15個、その中に鼻音が3個、単子音が15個、その中に零声母が1個、
破擦音「dz」・「ts」・「bv」・「pf」がない、入声がない。
普通話と遼寧語の破裂音は有声と無声を区別しなくて、有気と無気を区別する。
普通話と遼寧語の「g」・「d」・「b」は[g][k]・[d][t]・[b][p]を区別しない、
「k」・「t」・「p」は[gh][kh]・[dh][th]・[bh][ph]を区別しない。
遼寧語は歯茎音と硬口蓋音を区別しない、歯茎音とそり舌音を区別しない。